# Coreferentie
Coreferentie is in de tekstlinguïstiek en de semiotiek het verwijzen naar hetzelfde door middel van verschillende talige uitdrukkingen. Er wordt meerdere keren met behulp van andere woorden naar dezelfde referent verwezen. Zinsdelen die op deze manier onderling samenhangen, zijn coreferent. 
Coreferentie dient op het niveau van hele teksten vooral ter bevordering van de tekstuele cohesie. 
Referenten zijn over het algemeen zaken die in de buitentalige werkelijkheid liggen, behalve wanneer er sprake is van zelfreferentie binnenin een taal, zoals in de zin Deze zin bevat acht woorden en een punt. (zie ook zelfvervuller en metataal).

## Werking
Coreferentie wordt het vaakst gerealiseerd met behulp van elementen die naar iets binnen dezelfde tekst verwijzen, ofwel endoforen. Meestal zijn dit anaforen, soms kataforen. 
In de volgende zin is sprake van coreferentie doordat Wim het antecedent is en hij de anafoor:
- Wim zegt dat hij morgen niet naar school gaat.

Als met behulp van verwijswoorden wordt verwezen naar iets dat buiten de tekst zelf genoemd wordt, worden deze verwijzende elementen exoforen genoemd.

## Indices
Soms is sprake van dubbelzinnigheid, doordat uit het verwijzend woord niet valt op te maken of er al dan niet sprake is van coreferentie. In zo'n geval kan bijvoorbeeld gebruik worden gemaakt van indices om de bedoelde relatie te verduidelijken:
- Jani zegt dat hiji voor Wikipedia schrijft. (Jan en hij zijn coreferent).
- Jan i zegt dat hijk voor Wikipedia schrijft. (Jan en hij zijn niet coreferent).

## Onderzoek
Hoe coreferentie precies werkt in zowel gewone talen als in computertaal is een van de onderzoeksgebieden van de computationele taalkunde.

## Verwante begrippen
Lexeemvariatie betreft ook het gebruik van verschillende woorden met dezelfde betekenis, maar met een ander doel dan bij coreferentie het geval is.